# 巨大科学
巨大科学（きょだいかがく、英: big science ビッグ・サイエンス）とは、多額の資金を投じたり、多数の研究者を動員して行われる科学上の研究プロジェクトのこと。

## 概説
巨大科学（きょだいかがく、英: Big Science）とは、多数の研究者と多額の資金を必要とする自然科学の研究分野のこと。ビッグ・サイエンスともいう。国家または国際的な規模になるものも多く、宇宙開発、原子力開発、海洋開発などがこれに当たる。
しかし、その成果が莫大な資金および資源を費やすほどの価値のあるものであるかということは自明ではないことから、池田清彦のように否定的な学者もいる。